# Radio Sfax
Radio Sfax (arabe : إذاعة صفاقس) est une radio régionale et généraliste tunisienne fondée le 8 décembre 1961. Elle couvre la région de Sfax ainsi que certaines parties du centre et du sud-est du pays.
Arabophone, elle émet en modulation de fréquence à partir de six stations. Si sa diffusion sur onde moyenne est arrêtée en avril 2002, elle diffuse ses programmes sur Internet à partir du 7 novembre 2009 via le portail web commun à toutes les radios publiques tunisiennes. Diffusant vingt heures par jour à partir de 1991, Radio Sfax propose à partir du 1er octobre 2012 une grille de programmes 24 heures sur 24.
Émettant initialement depuis un studio installé dans le Théâtre municipal de Sfax, son siège actuel, inauguré le 18 janvier 1983, comprend six studios destinés à la production radiophonique ainsi qu'une unité de production télévisée avec un plateau de 187 m2. Son personnel se compose de 150 collaborateurs, journalistes et animateurs ainsi que de vingt chefs de service.
À noter qu'une station de radio privée, également appelée Radio Sfax, est lancée le 17 juin 1935 et a cessé ses émissions au début des années 1940.